# Палаццо-Альберіні
Палаццо Альберіні, Рим або Палаццо Чічапорсі( італ. Palazzo Alberini) — римський зразок палацу доби відродження.

## Передісторія
Кінець 15 ст. — і початок 16-го в архітектурі Італії тісно пов'язані з творчістю Донато Браманте. Він отримав посаду головного архітектора папи римського Юлія II і частково перетворив розрізнені, хаотичні, ще середньовічні за характером споруди Ватикану — у єдиний, художньо виразний ансамбль (двори Ватикану, галереї, бібліотека, театр просто неба, ренесансний сад з партерами — пізніше перебудовано усе, крім фасадів).
Після смерті Донато Браманте у 1514 його стилістику в архітектурі творчо і вдало продовжували Рафаель Санті, Антоніо да Сангалло Старший, Бальдассаре Перуцці тощо.

## Історія створення і перебудов палацу
Стилістику ренессансу у папський Рим привнесли вихідці із північних князівств Італії та із Флоренції, де раніше пройшов розвиток ренесансної архітектури і вже був сформований тип світського палацу аристократа. Цей тип ( сформований Лучано да Лаурана та Браманте ) і був перенесений у Рим. Під впливом архітектурних ідей Браманте працював і його родич і учень Рафаель Санті, більш відомий як фрескист та творець мадонн. Проект для побудови палацу Альберіні створив Рафаель Санті, наслідуючи ідеї і стилістику Донато Браманте. Будівництво тривало у 1515—1519. Будівники не встигли закінчити споруді за життя Рафаеля і її добудовував архітектор П'єтро Роселлі.
Перший поверх прикрашений рустом. Фасади двох верхніх поверхів прикрашені вікнами з простою лиштвою та пілястрами. Фасади споруди мали інший декор у 16 ст., котрий заминили при перебудові у 19 ст. Третій поверх — з дещо спрощеним декором, позаяк був призначений для слуг.
В 20 столітті палац розташований на вулиці Банку Святого Духа (Виа дель Банко ді Санто Спіріто), 12.

## Галерея

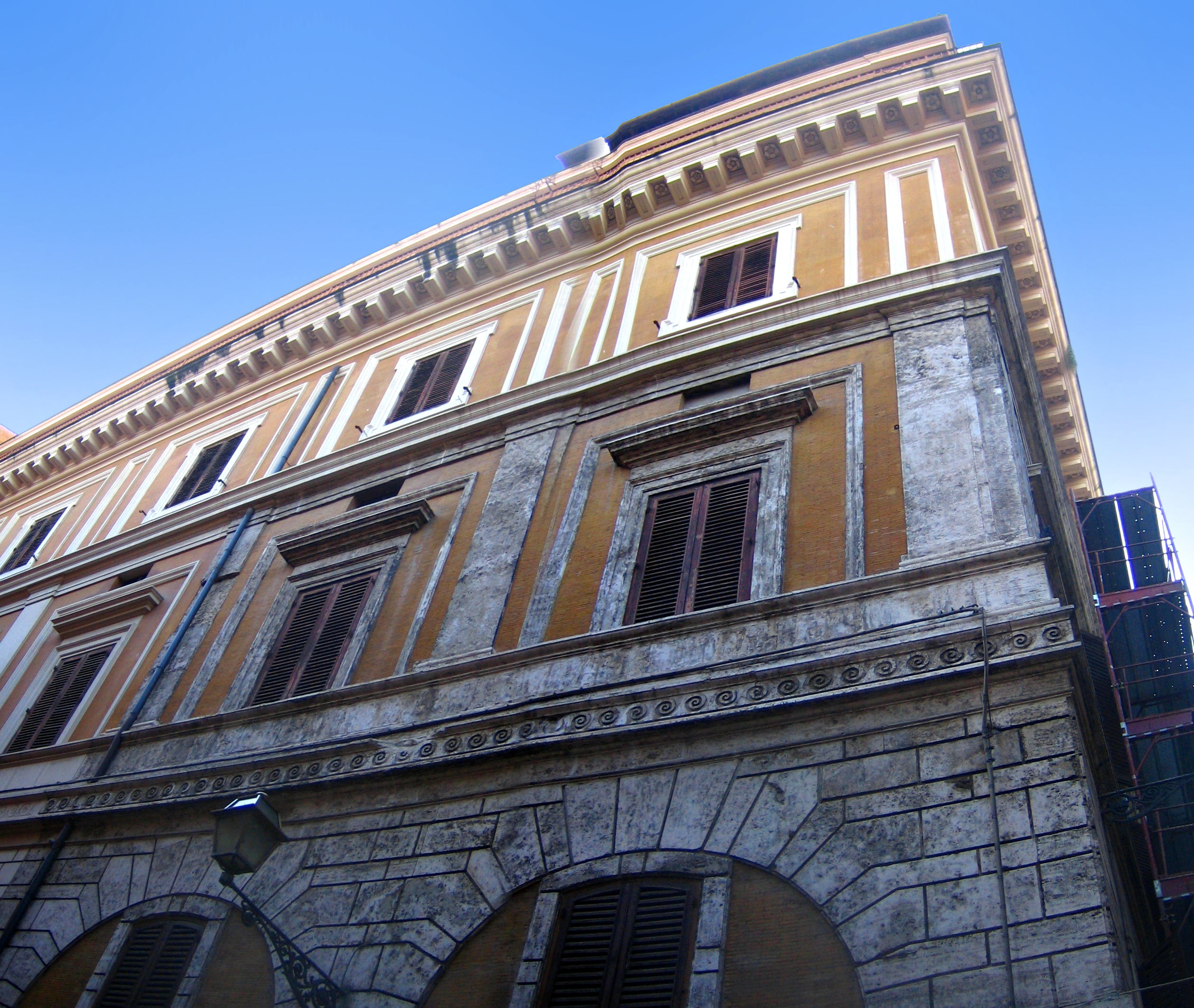
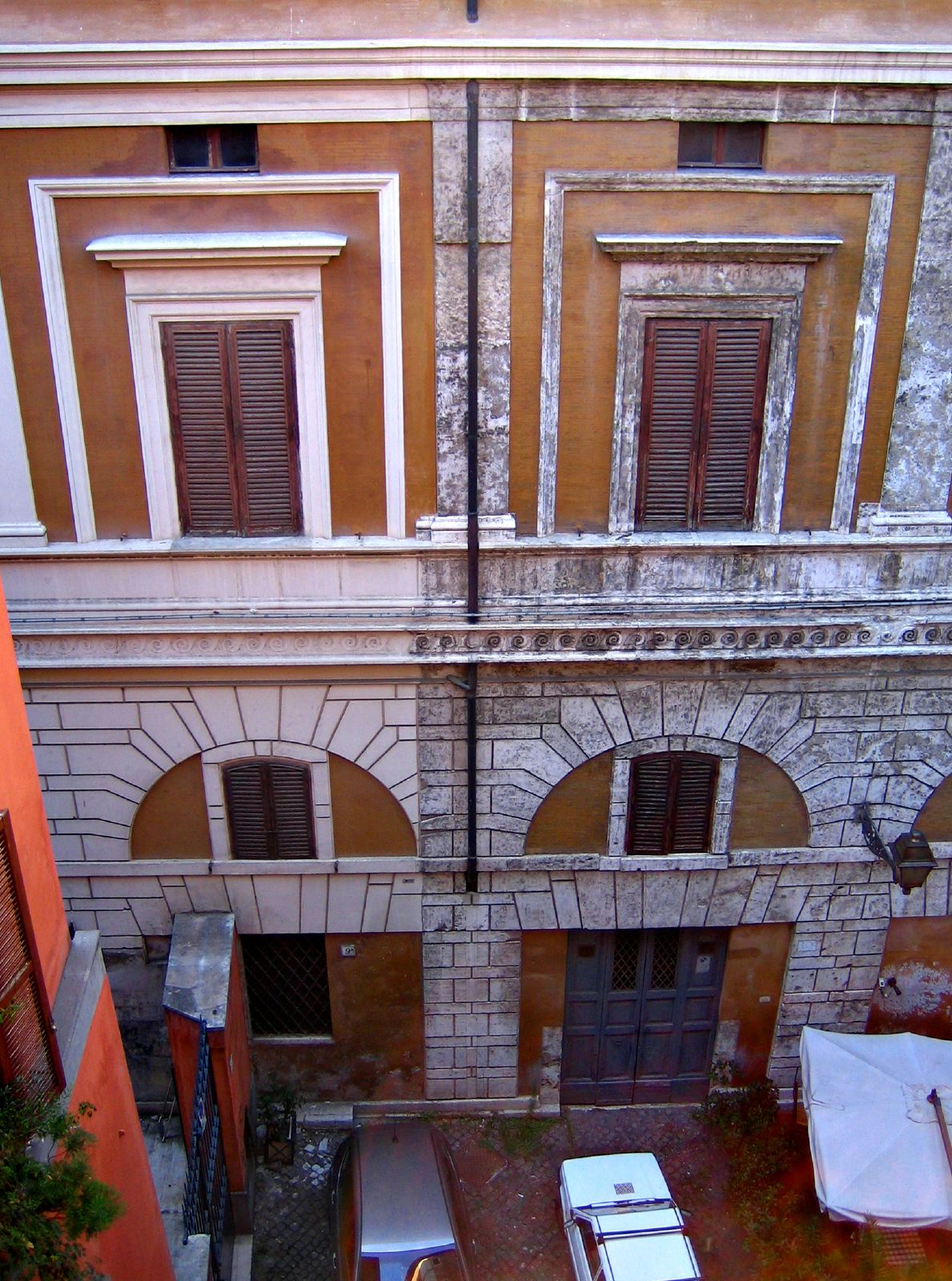
Палаццо Альберіні, Рим, фасади
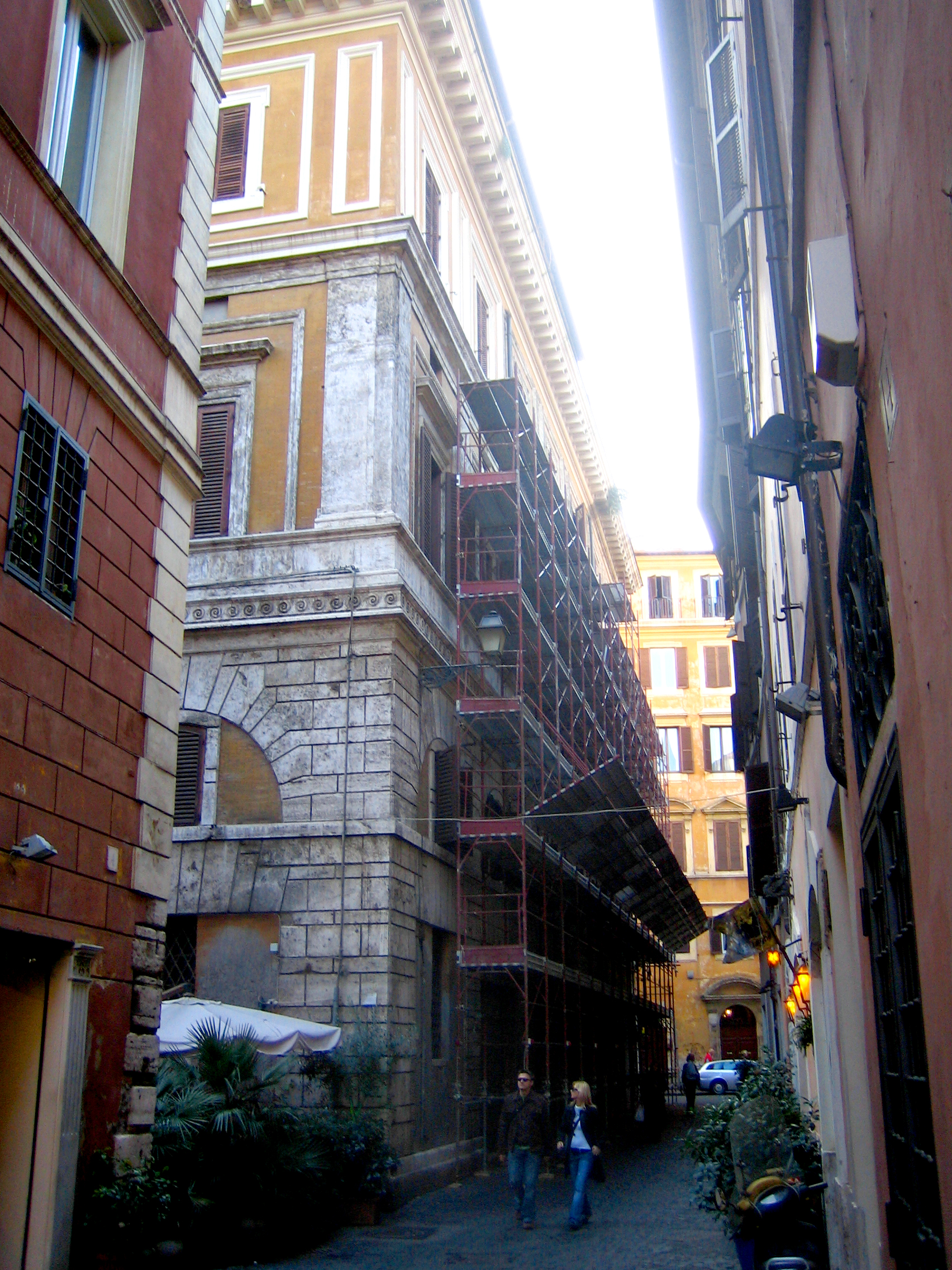
Палаццо Альберіні, 2011